# 沙城镇 (怀来县)
沙城镇，是中华人民共和国河北省张家口怀来县下辖的一个镇，怀来县人民政府驻地。

## 行政区划
沙城镇下辖以下地区：
中堡街社区、东堡街社区、西堡街社区、中学西路社区、西顺城社区、教场巷社区、三关庙社区、东顺城社区、北巷路社区、铁路社区、酒厂社区、铁厂社区、磷肥厂社区、化工厂社区、龙凤山社区、八宝山社区、富达园社区、嘉馨园社区、一街村、二街村、三街村、四街村、五街村、六街村、七街村、八街村、九街村、南园村、上刘瓦村、东园村、小辛庄村、榆林屯村、良田屯村、宋家营村、东水泉村、西水泉村、马营屯村、碱滩村、乔家营村、郭家园村和五里台村。

## 交通
- 京包铁路、丰沙铁路、北京市郊铁路S2线、沙蔚铁路：沙城站